# Országos Lelkipásztori Intézet
Az Országos Lelkipásztori Intézetet (OLI) 1989 tavaszán hozta létre a Magyar Katolikus Püspöki Kar a lelkipásztori munka elméleti és módszertani kérdéseinek tanulmányozása, gyakorlati segítése céljából. Az Intézet kiadványait a Márton Áron Kiadó gondozta. 

## Története
A II. vatikáni zsinat a püspöki karok feladatának jelöli meg, hogy hozzanak létre "célszerűen kiválogatott plébániákkal együttműködő lelkipásztori intézeteket" - elsősorban az új társadalmi körülmények miatt - a papság képzésére. Paskai László bíboros, prímás kezdeményezésére alakult meg.

## Tevékenysége
Az Intézet célja, hogy támogassa és megújítsa a hazai pasztorációt. Létrehozta a Katolikus Közösségek Kárpát-medencei Hálózatát (HÁLÓ) és a Katolikus Ifjúsági Mozgalmat (KIM) az ifjúsági csoportok egymás közti kapcsolatának elősegítésére.

## Szervezete
Igazgatói:
- 1989–1993 Tomka Ferenc,
- 1993–1998 Brückner Ákos Előd OCist,
- 1998–2004 Blanckenstein Miklós,
- 2004–2011 Nobilis Márió[2]
- 2011– Gáspár István[3]
- 2022- Dr. Fábry Kornél

Főtitkárai:
- 1993–2003 Györgydeák Márton[4]
- 2003–2004 Nobilis Márió[2]